# IC 120
IC 120 ist eine linsenförmige Galaxie vom Hubble-Typ S0 im Sternbild Walfisch südlich der Ekliptik. Sie ist schätzungsweise 217 Millionen Lichtjahre von der Milchstraße entfernt und hat einen Durchmesser von etwa 55.000 Lj.
Im selben Himmelsareal befinden sich u. a. die Galaxien NGC 558, NGC 560, NGC 564, IC 119.
Das Objekt wurde am 3. Dezember 1891 vom französischen Astronomen Stéphane Javelle entdeckt.